# محمد بن یسیر ریاشی
محمد بن یسیر ریاشی (؟ -۸۳۵م) شاعر و ادیب عراقی در سدهٔ دوم هجری و دورهٔ اول عباسی بود. او از اهالی بصره بود، هیچ‌گاه رهایش نکرد و هیچ خلیفه یا بزرگی مدح نسرایید. او زمینی کمتر از چهارمتر در بصره داشت که انار، سبزی و دیگر چیزها در آن کاشته بود و آن را «بوستان» نامید. همچنین به پرورش کبوتران می‌پرداخت. او را در حدِّ جنون به شراب دلبسته توصیف کرده‌اند، تا حدی که اگر شبی مست نمی‌خوابید، دیوانه می‌شد. او را بسیار بخیل و ژولیده رو توصیف کردند.

او در شعرگویی سهل ممتنع بود. هجو، وصف، خمریات و غزل و مجون با رنگ و بویی از حکمت سرود. در موضوعات مربوط به مرگ، خوش‌پرداخت بود. همچنین به رثا پرداخت.